# İbrahim Toraman
İbrahim Toraman (Söğütçük, 20 november 1981) is een Turkse voormalig voetballer. Hij speelde als centrale verdediger maar kon ook als rechtsback en verdedigende middenvelder uit de voeten.
Hij begon zijn carrière bij de lokale club in zijn geboortplaats, Sivas DSİ Spor. Na zes goede seizoenen bij deze club werd hij gecontracteerd door Gaziantepspor. Bij Gaziantepspor maakte hij furore en in zijn derde jaar bij de club stond hij nadrukkelijk in de belangstelling bij de grotere Turkse clubs. İbrahim Toraman tekende uiteindelijk in 2004 een contract bij Beşiktaş. In 2013 werd hij uit de selectie gezet na een ruzie met teamgenoot Sezer Öztürk. Aan het einde van dat seizoen vertrok hij op huurbasis naar Sivasspor. Aan het einde van het seizoen bij Sivasspor, hing hij zijn voetbalschoenen aan de wilgen. 
1 Rüştü ·
2 Sonkaya ·
3 Korkmaz  ·
4 Akyel ·
5 Özalan ·
6 Penbe ·
7 Balcı ·
8 Arslan ·
9 Şanlı ·
10 Baştürk ·
11 Nihat ·
12 Çatkıç ·
13 Yıldırım ·
14 Barış ·
15 Üzülmez ·
16 Yılmaz ·
17 Servet ·
18 Kartal ·
19 Ateş ·
20 Şahin ·
21 Toraman ·
22 Karadeniz ·
23 Şahin ·
Coach: Güneş